# 1936 au théâtre
| Années du théâtre : 1933 - 1934 - 1935 - 1936 - 1937 - 1938 - 1939    |
| Décennies du théâtre : 1900 - 1910 - 1920 - 1930 - 1940 - 1950 - 1960 |

Cet article présente les faits marquants de l'année 1936 au théâtre.

## Pièces de théâtre publiées
- L'Inconnue d'Arras d'Armand Salacrou (représentée en 1935)

Représentées en 1935 et publiées l'année suivante dans La Petite illustration :
- Bichon, comédie en 3 actes de Jean de Létraz,
- Vive le Roi !, comédie en trois actes et sept tableaux, de Louis Verneuil,
- Les Fontaines lumineuses, comédie en trois actes de Georges Berr et Louis Verneuil,
- Quand jouons-nous la comédie ?, comédie en trois actes précédée d'un prologue et suivie d'un épilogue de Sacha Guitry,
- Margot, d'Édouard Bourdet,
- Noix de coco, pièce en trois actes de Marcel Achard, au Théâtre de Paris, avec Raimu et Huguette Duflos
- La Femme en fleur, pièce en trois actes de Denys Amiel,

## Pièces de théâtre représentées
- 13 janvier : Notre déesse, pièce en cinq actes d'Albert du Bois, Théâtre de l'Odéon
- 3 février : Trois…Six…Neuf…, comédie en trois actes de Michel Duran, Théâtre Michel, avec André Luguet et Suzy Prim
- 26 février : Fiston, comédie en quatre actes d'André Birabeau, Théâtre des Variétés, avec Marguerite Pierry et André Berley
- 17 avril : La Vie est si courte… de Léopold Marchand, Théâtre Pigalle, avec Renée Devillers, Gabrielle Dorziat et Jacques Baumer
- 21 avril : Les Innocentes adaptation de la pièce The Children's Hour de Lillian Hellman, Théâtre des Arts, avec Marcelle Géniat, Yolande Laffon et Jean Davy
- 13 mai : Tu ne m'échapperas jamais, pièce en trois actes de Margaret Kennedy adaptée par Pierre Sabatier, Théâtre des Mathurins, avec Ludmilla et Georges Pitoëff
- 28 mai : Interlude de Lucien Dabril et Gabriel-Emme, mise en scène Gabriel-Emme, avec Bernard Blier, Théâtre de la Nouvelle Comédie
- 9 octobre : Madame Bovary, vingt tableaux adaptés d'après Gustave Flaubert, mise en scène Gaston Baty, Théâtre Montparnasse, avec Henri Beaulieu et Jeanne Pérez
- 23 octobre : Angélica, drame satirique en trois actes de Leo Ferrero, agrémentation musicale Marius Casadesus, Théâtre des Mathurins, avec Ludmilla et Georges Pitoëff
- 4 novembre : La Rabouilleuse, adaptation théâtrale en 4 actes par Émile Fabre du roman éponyme de Balzac, Comédie-Française

- Décembre : L'Église de Louis-Ferdinand Céline, à Lyon

## Naissances
- 15 juin : Claude Brasseur, acteur français († 22 décembre 2020).
- 29 juin : Jacques Balutin, né William Albert Buenos, acteur français de théâtre et de cinéma.